# Funkcja lokalnie ograniczona
Funkcję nazywa się lokalnie ograniczoną, jeżeli jest ograniczona w otoczeniu każdego punktu dziedziny.
Rodzina funkcji jest lokalnie ograniczona, jeżeli w każdym punkcie dziedziny wszystkie funkcje rodziny są lokalnie ograniczone.

## Przykłady
- Funkcja {\displaystyle f\colon \mathbf {R} \to \mathbf {R} } dana wzorem

{\displaystyle f(x)={\frac {1}{x^{2}+1}}}
jest ograniczona, bo {\displaystyle 0\leqslant f(x)\leqslant 1} dla wszystkich {\displaystyle x.} Dlatego jest też lokalnie ograniczona.
- Funkcja {\displaystyle f\colon \mathbf {R} \to \mathbf {R} } dana wzorem

{\displaystyle f(x)=2x+3}
nie jest ograniczona, gdyż rośnie nieograniczenie np. dla {\displaystyle x\to +\infty ,} Jednak jest lokalnie ograniczona, bo dla wszystkich {\displaystyle a,|f(x)|\leqslant M} w przedziale {\displaystyle (a-1,\,a+1),} gdzie {\displaystyle M=2|a|+5.}
- Funkcja {\displaystyle f\colon \mathbf {R} \to \mathbf {R} } dana wzorem

{\displaystyle f(x)={\frac {1}{x}}}
dla {\displaystyle x=0} nie jest lokalnie ograniczona, bo przyjmuje wartości dowolnie duże w pobliżu zera.